# Mesochorus postfurcalis
Mesochorus postfurcalis är en stekelart som beskrevs av Kokujev 1927. Mesochorus postfurcalis ingår i släktet Mesochorus och familjen brokparasitsteklar. Inga underarter finns listade i Catalogue of Life.